# Orchestre Symphonique Kimbanguiste
L'Orchestre symphonique kimbanguiste (o OSK) è un'orchestra di musica classica con sede a Kinshasa, nella Repubblica Democratica del Congo. Unica orchestra dell'Africa centrale per molti anni (fino alla formazione dell'orchestra Kaposoka in Angola), è composta interamente da musicisti neri ed africani.

## Storia
Le origini della Kimbangu Symphony Orchestra risalgono alla creazione nel 1985 del Groupe symphonique kimbanguiste (GSK) da parte dei fratelli Samy e Armand Diangienda Wabasolele, ex pilota di linea, figlio di Joseph Diangienda e nipote del leader religioso Simon Kimbangu (fondatore del Kimbanguismo, di cui prende il nome in omaggio) un ensemble il cui repertorio era dedicato esclusivamente alla musica religiosa.
L'ensemble OSK è stato formato nel 1994 a Kinshasa da Armand Diangienda, allora violoncellista e poi direttore d'orchestra nel 2012. Ha tenuto il suo concerto inaugurale il 3 dicembre 1994 sotto la direzione di Philippe Nkanza, allora direttore del Conservatoire national congolais de musique et d'arts dramatiques (CNMAD). Formata sullo sfondo della prima guerra civile congolese, l'orchestra ha iniziato con una dozzina di musicisti classici dilettanti e autodidatti, per poi crescere fino a duecento strumentisti e coristi in pochi anni e dedicarsi al repertorio della musica classica occidentale.
L'ensemble ha ricevuto l'attenzione internazionale con il documentario tedesco Kinshasa Symphony (2010) di Martin Baer e Claus Wischmann. Nel 2012, l'orchestra si è esibita per la prima volta all'estero in occasione di una conferenza TED in California, poi a Monaco (nel 2013 e nel 2017 nell'ambito del Printemps des arts de Monte-Carlo) e infine con il cantante e musicista britannico Peter Gabriel per una serata di gala di raccolta fondi.